# Vardan III Dadiani
Vardan III Dadiani fou mtavari de Mingrèlia cap a la meitat del segle xiii succeint al seu pare Serghil Dadiani. Va morir després del 1250 i el va succeir el seu germà Tsotne Dadiani.